# Canadá en la Copa Oro Femenina de la Concacaf de 2024
La Copa Oro Femenina de la Concacaf de 2024 se llevó a cabo del 20 al 10 de marzo Canadá fue uno de los 12 participantes.

## Plantel
Entrenadora:  Bev Priestman
La plantilla de 23 jugadoras fue anunciada el 7 de febrero de 2024.Jayde Riviere se retiró del equipo debido a una lesión y fue reemplazada por Marie Alidou.Luego Sydney Collins se perdera el torneo por una fractura de tobillo y fue reemplaza por Bianca St Georges.
| No. | Pos. | Jugadora          | Fecha de nacimiento (edad)         | Apa. | Goles | Club                     |
| --- | ---- | ----------------- | ---------------------------------- | ---- | ----- | ------------------------ |
| 1   | POR  | Kailen Sheridan   | 16 de julio de 1995 (28 años)      | 35   | 0     | San Diego Wave           |
| 2   | DEF  | Bianca St-Georges | 28 de julio de 1997 (26 años)      | 6    | 0     | North Carolina Courage   |
| 3   | DEF  | Kadeisha Buchanan | 5 de noviembre de 1995 (27 años)   | 131  | 4     | Chelsea                  |
| 4   | DEF  | Shelina Zadorsky  | 24 de octubre de 1992 (30 años)    | 89   | 4     | Tottenham Hotspur        |
| 5   | MED  | Quinn             | 11 de agosto de 1995 (27 años)     | 89   | 5     | OL Reign                 |
| 6   | MED  | Deanne Rose       | 3 de marzo de 1999 (24 años)       | 73   | 10    | Reading                  |
| 7   | MED  | Julia Grosso      | 29 de agosto de 2000 (22 años)     | 50   | 3     | Juventus                 |
| 8   | MED  | Marie Alidou      | 28 de abril de 1995 (-1988 años)   | 2    | 0     | S.L. Benfica             |
| 9   | DEL  | Jordyn Huitema    | 8 de mayo de 2001 (22 años)        | 64   | 16    | OL Reign                 |
| 10  | DEF  | Ashley Lawrence   | 11 de junio de 1995 (28 años)      | 117  | 8     | Chelsea                  |
| 11  | DEL  | Évelyne Viens     | 6 de febrero de 1997 (26 años)     | 18   | 4     | Kristianstads DFF        |
| 12  | DEF  | Jade Rose         | 12 de febrero de 2003 (20 años)    | 15   | 0     | FC Premier Women         |
| 13  | MED  | Simi Awujo        | 23 de septiembre de 2003 (19 años) | 6    | 0     | USC Trojans              |
| 14  | DEF  | Vanessa Gilles    | 11 de marzo de 1996 (27 años)      | 25   | 3     | Olympique de Lyon        |
| 15  | DEL  | Nichelle Prince   | 19 de febrero de 1995 (28 años)    | 90   | 13    | Houston Dash             |
| 16  | DEF  | Gabrielle Carle   | 12 de octubre de 1998 (24 años)    | 36   | 1     | Washington Spirit        |
| 17  | MED  | Jessie Fleming    | 11 de marzo de 1998 (25 años)      | 115  | 19    | Chelsea                  |
| 18  | POR  | Sabrina D'Angelo  | 11 de mayo de 1993 (30 años)       | 13   | 0     | Arsenal                  |
| 19  | DEL  | Adriana Leon      | 2 de octubre de 1992 (30 años)     | 96   | 28    | Portland Thorns          |
| 20  | DEL  | Cloé Lacasse      | 7 de julio de 1993 (30 años)       | 19   | 1     | Benfica                  |
| 21  | DEL  | Clarissa Larisey  | 2 de julio de 1999 (24 años)       | 7    | 1     | BK Häcken                |
| 22  | POR  | Lysianne Proulx   | 17 de abril de 1999 (24 años)      | 0    | 0     | Torreense                |
| 23  | MED  | Olivia Smith      | 5 de agosto de 2004 (18 años)      | 2    | 0     | Penn State Nittany Lions |

## Participación

### Partidos
| Fecha         | Ciudad      | Instancia        |          |                     | Resultado               |                           |                |
| ------------- | ----------- | ---------------- | -------- | ------------------- | ----------------------- | ------------------------- | -------------- |
| 22 de febrero | Houston     | Fase de grupos   | Canadá   | Bandera de Canadá   | 6:0 (3:0)               | Bandera de El Salvador    | El Salvador    |
| 25 de febrero | Houston     | Fase de grupos   | Paraguay | Bandera de Paraguay | 0:4 (0:2)               | Bandera de Canadá         | Canadá         |
| 27 de febrero | Houston     | Fase de grupos   | Canadá   | Bandera de Canadá   | 3:0 (2:0)               | Bandera de Costa Rica     | Costa Rica     |
| 2 de marzo    | Los Ángeles | Cuartos de final | Canadá   | Bandera de Canadá   | 1:0 (0:0, 0:0) (t.s.)   | Bandera de Costa Rica     | Costa Rica     |
| 6 de marzo    | San Diego   | Semifinales      | Canadá   | Bandera de Canadá   | 2:2 (1:1, 0:1) (1:3 p.) | Bandera de Estados Unidos | Estados Unidos |

### Primera fase - Grupo C

#### Posiciones
| Equipo      | Pts | PJ | PG | PE | PP | GF | GC | Dif |
| ----------- | --- | -- | -- | -- | -- | -- | -- | --- |
| Canadá      | 9   | 3  | 3  | 0  | 0  | 13 | 0  | 13  |
| Paraguay    | 6   | 3  | 2  | 0  | 1  | 4  | 6  | −2  |
| Costa Rica  | 3   | 3  | 1  | 0  | 2  | 2  | 4  | –2  |
| El Salvador | 0   | 3  | 0  | 0  | 3  | 2  | 11 | −9  |

|  | Clasificados a los cuartos de final.          |
|  | Posible clasificación a los cuartos de final. |

#### Canadá vs. El Salvador
| 22 de febrero de 2024, 20:00 | Canadá                                                                     | 6:0 (3:0)        | El Salvador | Shell Energy Stadium, Houston                                                |                                                                              |
|                              | Lacasse 3' · Huitema 24' · Leon 28', 59' (pen.) · Buchanan 62' · Smith 86' | Concacaf Reporte |             | Asistencia: 4 421 espectadores Árbitra: Melissa Borjas VAR: Daneon Parchment | Asistencia: 4 421 espectadores Árbitra: Melissa Borjas VAR: Daneon Parchment |

| 18          | Guardameta     | Sabrina D'Angelo  |     |
| 12          | Defensa        | Jade Rose         |     |
| 3           | Defensa        | Kadeisha Buchanan |     |
| 4           | Defensa        | Shelina Zadorsky  |     |
| 20          | Centrocampista | Cloé Lacasse      |     |
| 5           | Centrocampista | Quinn             |     |
| 17          | Centrocampista | Jessie Fleming    | 46' |
| 16          | Centrocampista | Gabrielle Carle   | 46' |
| 19          | Delantero      | Adriana Leon      | 64' |
| 15          | Delantero      | Nichelle Prince   | 44' |
| 9           | Delantero      | Jordyn Huitema    | 64' |
| Entrenadora | Entrenadora    | Bev Priestman     |     |

| 1          | Guardameta     | Idalia Serrano    |     |
| 5          | Defensa        | Andrea Amaya      | 63' |
| 3          | Defensa        | Priscila Ortiz    |     |
| 4          | Defensa        | Elaily Hernández  |     |
| 2          | Defensa        | Juana Plata       | 31' |
| 9          | Centrocampista | Makenna Dominguez |     |
| 6          | Centrocampista | Alejandra Morales |     |
| 8          | Centrocampista | Victoria Meza     | 46' |
| 7          | Centrocampista | Danielle Fuentes  | 25' |
| 11         | Delantero      | Samantha Fisher   | 63' |
| 10         | Delantero      | Brenda Cerén      |     |
| Entrenador | Entrenador     | Eric Acuña        |     |

| 6  | Centrocampista | Deanne Rose   | 44' |
| 23 | Centrocampista | Olivia Smith  | 46' |
| 7  | Centrocampista | Julia Grosso  | 46' |
| 8  | Centrocampista | Marie Alidou  | 64' |
| 11 | Delantero      | Évelyne Viens | 64' |

| 15 | Centrocampista | Danya Gutiérrez     | 25' |
| 17 | Centrocampista | Irma Hernández      | 31' |
| 20 | Centrocampista | Isabella Recinos    | 46' |
| 22 | Delantero      | Jackeline Velásquez | 63' |
| 16 | Defensa        | Vasthy Delgado      | 63' |

| Anotado         | 3'  | Cloé Lacasse      | 1:0 |
| Anotado         | 24' | Jordyn Huitema    | 2:0 |
| Anotado         | 28' | Adriana Leon      | 3:0 |
| Anotado · Penal | 59' | Adriana Leon      | 4:0 |
| Anotado         | 62' | Kadeisha Buchanan | 5:0 |
| Anotado         | 86' | Olivia Smith      | 6:0 |

| Amonestado | 27'   | Shelina Zadorsky |
| Amonestado | 39'   | Jordyn Huitema   |
| Amonestado | 43'   | Gabrielle Carle  |
| Amonestado | 90+2' | Olivia Smith     |

| Amonestado | 31' | Andrea Amaya      |
| Amonestado | 75' | Vasthy Delgado    |
| Amonestado | 83' | Alejandra Morales |

| Árbitra             | Melissa Borjas   |
| Árbitras asistentes | Shirley Perelló  |
| Árbitras asistentes | Lourdes Noriega  |
| Cuarta árbitra      | Priscila Pérez   |
| VAR                 | Daneon Parchment |
| Adicional VAR       | Ricardo Montero  |

| 18          | Guardameta     | Sabrina D'Angelo  |     |
| 12          | Defensa        | Jade Rose         |     |
| 3           | Defensa        | Kadeisha Buchanan |     |
| 4           | Defensa        | Shelina Zadorsky  |     |
| 20          | Centrocampista | Cloé Lacasse      |     |
| 5           | Centrocampista | Quinn             |     |
| 17          | Centrocampista | Jessie Fleming    | 46' |
| 16          | Centrocampista | Gabrielle Carle   | 46' |
| 19          | Delantero      | Adriana Leon      | 64' |
| 15          | Delantero      | Nichelle Prince   | 44' |
| 9           | Delantero      | Jordyn Huitema    | 64' |
| Entrenadora | Entrenadora    | Bev Priestman     |     |

| 1          | Guardameta     | Idalia Serrano    |     |
| 5          | Defensa        | Andrea Amaya      | 63' |
| 3          | Defensa        | Priscila Ortiz    |     |
| 4          | Defensa        | Elaily Hernández  |     |
| 2          | Defensa        | Juana Plata       | 31' |
| 9          | Centrocampista | Makenna Dominguez |     |
| 6          | Centrocampista | Alejandra Morales |     |
| 8          | Centrocampista | Victoria Meza     | 46' |
| 7          | Centrocampista | Danielle Fuentes  | 25' |
| 11         | Delantero      | Samantha Fisher   | 63' |
| 10         | Delantero      | Brenda Cerén      |     |
| Entrenador | Entrenador     | Eric Acuña        |     |

| 6  | Centrocampista | Deanne Rose   | 44' |
| 23 | Centrocampista | Olivia Smith  | 46' |
| 7  | Centrocampista | Julia Grosso  | 46' |
| 8  | Centrocampista | Marie Alidou  | 64' |
| 11 | Delantero      | Évelyne Viens | 64' |

| 15 | Centrocampista | Danya Gutiérrez     | 25' |
| 17 | Centrocampista | Irma Hernández      | 31' |
| 20 | Centrocampista | Isabella Recinos    | 46' |
| 22 | Delantero      | Jackeline Velásquez | 63' |
| 16 | Defensa        | Vasthy Delgado      | 63' |

| Anotado         | 3'  | Cloé Lacasse      | 1:0 |
| Anotado         | 24' | Jordyn Huitema    | 2:0 |
| Anotado         | 28' | Adriana Leon      | 3:0 |
| Anotado · Penal | 59' | Adriana Leon      | 4:0 |
| Anotado         | 62' | Kadeisha Buchanan | 5:0 |
| Anotado         | 86' | Olivia Smith      | 6:0 |

| Amonestado | 27'   | Shelina Zadorsky |
| Amonestado | 39'   | Jordyn Huitema   |
| Amonestado | 43'   | Gabrielle Carle  |
| Amonestado | 90+2' | Olivia Smith     |

| Amonestado | 31' | Andrea Amaya      |
| Amonestado | 75' | Vasthy Delgado    |
| Amonestado | 83' | Alejandra Morales |

| Árbitra             | Melissa Borjas   |
| Árbitras asistentes | Shirley Perelló  |
| Árbitras asistentes | Lourdes Noriega  |
| Cuarta árbitra      | Priscila Pérez   |
| VAR                 | Daneon Parchment |
| Adicional VAR       | Ricardo Montero  |

| Estadísticas      | Bandera de Canadá | Bandera de El Salvador |
| Tiros             | 24                | 3                      |
| Tiros a puerta    | 10                | 3                      |
| Faltas            | 10                | 13                     |
| Saques de esquina | 10                | 0                      |
| Penaltis          | 1                 | 0                      |
| Fueras de juego   | 3                 | 3                      |
| Posesión de balón | 60%               | 40%                    |

#### Paraguay vs. Canadá
| 25 de febrero de 2024, 16:00 | Paraguay | 0:4 (0:2)        | Canadá                         | Shell Energy Stadium, Houston                                         |                                                                       |
|                              |          | Concacaf Reporte | Leon 25', 49', 57' · Smith 39' | Asistencia: 3 482 espectadores Árbitra: Katia García VAR: Diana Perez | Asistencia: 3 482 espectadores Árbitra: Katia García VAR: Diana Perez |

| 1          | Guardameta     | Cristina Recalde    |     |
| 2          | Defensa        | Limpia Fretes       |     |
| 14         | Defensa        | Tania Riso          |     |
| 3          | Defensa        | Camila Barbosa      |     |
| 21         | Defensa        | Fiorela Martínez    |     |
| 16         | Centrocampista | Ramona Martínez     | 46' |
| 13         | Centrocampista | Dahiana Bogarín     |     |
| 8          | Centrocampista | Rosa Miño           | 46' |
| 17         | Centrocampista | Deisy Ojeda         |     |
| 10         | Delantero      | Jessica Martínez    | 82' |
| 7          | Delantero      | Griselda Garay      | 46' |
| Entrenador | Entrenador     | Antônio Carlos Bona |     |

| 1           | Guardameta     | Kailen Sheridan   |     |
| 12          | Defensa        | Jade Rose         |     |
| 14          | Defensa        | Vanessa Gilles    |     |
| 3           | Defensa        | Kadeisha Buchanan |     |
| 10          | Centrocampista | Ashley Lawrence   |     |
| 17          | Centrocampista | Jessie Fleming    |     |
| 5           | Centrocampista | Quinn             | 46' |
| 20          | Centrocampista | Cloé Lacasse      | 46' |
| 19          | Delantero      | Adriana Leon      | 63' |
| 6           | Delantero      | Deanne Rose       | 46' |
| 23          | Delantero      | Olivia Smith      | 62' |
| Entrenadora | Entrenadora    | Bev Priestman     |     |

| 19 | Delantero | Rebeca Fernández | 46' |
| 4  | Defensa   | Daysy Bareiro    | 46' |
| 9  | Delantero | Lice Chamorro    | 46' |
| 20 | Defensa   | Paola Genes      | 82' |

| 13 | Centrocampista | Simi Awujo       | 46' |
| 16 | Defensa        | Gabrielle Carle  | 46' |
| 21 | Delantero      | Clarissa Larisey | 46' |
| 9  | Delantero      | Jordyn Huitema   | 62' |
| 11 | Delantero      | Évelyne Viens    | 63' |

| Anotado | 25' | Adriana Leon | 0:1 |
| Anotado | 39' | Olivia Smith | 0:2 |
| Anotado | 49' | Adriana Leon | 0:3 |
| Anotado | 57' | Adriana Leon | 0:4 |

| Amonestado | 17'   | Griselda Garay   |
| Amonestado | 55'   | Deisy Ojeda      |
| Amonestado | 90+2' | Fiorela Martínez |

| Árbitra             | Katia García     |
| Árbitras asistentes | Enedina Caudillo |
| Árbitras asistentes | Karen Díaz       |
| Cuarta árbitra      | Priscilla Perez  |
| VAR                 | Diana Perez      |
| Adicional VAR       | Amairany Gracia  |

| 1          | Guardameta     | Cristina Recalde    |     |
| 2          | Defensa        | Limpia Fretes       |     |
| 14         | Defensa        | Tania Riso          |     |
| 3          | Defensa        | Camila Barbosa      |     |
| 21         | Defensa        | Fiorela Martínez    |     |
| 16         | Centrocampista | Ramona Martínez     | 46' |
| 13         | Centrocampista | Dahiana Bogarín     |     |
| 8          | Centrocampista | Rosa Miño           | 46' |
| 17         | Centrocampista | Deisy Ojeda         |     |
| 10         | Delantero      | Jessica Martínez    | 82' |
| 7          | Delantero      | Griselda Garay      | 46' |
| Entrenador | Entrenador     | Antônio Carlos Bona |     |

| 1           | Guardameta     | Kailen Sheridan   |     |
| 12          | Defensa        | Jade Rose         |     |
| 14          | Defensa        | Vanessa Gilles    |     |
| 3           | Defensa        | Kadeisha Buchanan |     |
| 10          | Centrocampista | Ashley Lawrence   |     |
| 17          | Centrocampista | Jessie Fleming    |     |
| 5           | Centrocampista | Quinn             | 46' |
| 20          | Centrocampista | Cloé Lacasse      | 46' |
| 19          | Delantero      | Adriana Leon      | 63' |
| 6           | Delantero      | Deanne Rose       | 46' |
| 23          | Delantero      | Olivia Smith      | 62' |
| Entrenadora | Entrenadora    | Bev Priestman     |     |

| 19 | Delantero | Rebeca Fernández | 46' |
| 4  | Defensa   | Daysy Bareiro    | 46' |
| 9  | Delantero | Lice Chamorro    | 46' |
| 20 | Defensa   | Paola Genes      | 82' |

| 13 | Centrocampista | Simi Awujo       | 46' |
| 16 | Defensa        | Gabrielle Carle  | 46' |
| 21 | Delantero      | Clarissa Larisey | 46' |
| 9  | Delantero      | Jordyn Huitema   | 62' |
| 11 | Delantero      | Évelyne Viens    | 63' |

| Anotado | 25' | Adriana Leon | 0:1 |
| Anotado | 39' | Olivia Smith | 0:2 |
| Anotado | 49' | Adriana Leon | 0:3 |
| Anotado | 57' | Adriana Leon | 0:4 |

| Amonestado | 17'   | Griselda Garay   |
| Amonestado | 55'   | Deisy Ojeda      |
| Amonestado | 90+2' | Fiorela Martínez |

| Árbitra             | Katia García     |
| Árbitras asistentes | Enedina Caudillo |
| Árbitras asistentes | Karen Díaz       |
| Cuarta árbitra      | Priscilla Perez  |
| VAR                 | Diana Perez      |
| Adicional VAR       | Amairany Gracia  |

| Estadísticas      | Bandera de Paraguay | Bandera de Canadá |
| Tiros             | 3                   | 26                |
| Tiros a puerta    | 1                   | 12                |
| Faltas            | 14                  | 12                |
| Saques de esquina | 1                   | 12                |
| Penaltis          | 0                   | 1                 |
| Fueras de juego   | 0                   | 6                 |
| Posesión de balón | 35%                 | 65%               |

#### Canadá vs. Costa Rica
| 28 de febrero de 2024, 17:00 | Canadá                          | 3:0 (2:0)        | Costa Rica | Shell Energy Stadium, Houston                                                        |                                                                                      |
|                              | Huitema 11' · Zadorsky 27', 57' | Concacaf Reporte |            | Asistencia: Sin datos sobre espectadores Árbitra: Tori Penso VAR: Ekaterina Koroleva | Asistencia: Sin datos sobre espectadores Árbitra: Tori Penso VAR: Ekaterina Koroleva |

| 1           | Guardameta     | Kailen Sheridan   |     |
| 3           | Defensa        | Kadeisha Buchanan |     |
| 14          | Defensa        | Vanessa Gilles    |     |
| 4           | Defensa        | Shelina Zadorsky  |     |
| 10          | Centrocampista | Ashley Lawrence   |     |
| 17          | Centrocampista | Jessie Fleming    | 46' |
| 13          | Centrocampista | Simi Awujo        |     |
| 16          | Centrocampista | Gabrielle Carle   | 67' |
| 19          | Delantero      | Adriana Leon      | 46' |
| 9           | Delantero      | Jordyn Huitema    | 67' |
| 21          | Delantero      | Clarissa Larisey  | 56' |
| Entrenadora | Entrenadora    | Bev Priestman     |     |

| 23         | Guardameta     | Daniela Solera      |     |
| 2          | Defensa        | Gabriela Guillén    |     |
| 5          | Defensa        | Valeria del Campo   |     |
| 4          | Defensa        | Mariana Benavides   | 79' |
| 8          | Defensa        | Daniela Cruz        | 28' |
| 13         | Centrocampista | Emilie Valenciano   |     |
| 10         | Centrocampista | Gloriana Villalobos | 63' |
| 11         | Centrocampista | Raquel Rodríguez    |     |
| 6          | Centrocampista | Emily Flores        |     |
| 19         | Centrocampista | Alexandra Pinell    | 63' |
| 9          | Delantero      | María Paula Salas   | 63' |
| Entrenador | Entrenador     | Benito Rubido       |     |

| 7  | Centrocampista | Julia Grosso      | 46' |
| 23 | Centrocampista | Olivia Smith      | 46' |
| 11 | Delantero      | Évelyne Viens     | 56' |
| 2  | Defensa        | Bianca St-Georges | 67' |
| 6  | Centrocampista | Deanne Rose       | 67' |

| 12 | Defensa        | Maria Elizondo      | 28' |
| 21 | Centrocampista | Sheika Scott        | 63' |
| 17 | Centrocampista | Alexa Herrera       | 63' |
| 14 | Centrocampista | Priscila Chinchilla | 63' |
| 20 | Defensa        | Fabiola Villalobos  | 79' |

| Anotado | 11' | Jordyn Huitema   | 1:0 |
| Anotado | 27' | Shelina Zadorsky | 2:0 |
| Anotado | 57' | Shelina Zadorsky | 3:0 |

| Amonestado | 54' | Emilie Valenciano |

| Árbitra             | Tori Penso         |
| Árbitras asistentes | Brooke Mayo        |
| Árbitras asistentes | Kathryn Nesbitt    |
| Cuarta árbitra      | Crystal Sobers     |
| VAR                 | Ekaterina Koroleva |
| Adicional VAR       | Amairany Garcia    |

| 1           | Guardameta     | Kailen Sheridan   |     |
| 3           | Defensa        | Kadeisha Buchanan |     |
| 14          | Defensa        | Vanessa Gilles    |     |
| 4           | Defensa        | Shelina Zadorsky  |     |
| 10          | Centrocampista | Ashley Lawrence   |     |
| 17          | Centrocampista | Jessie Fleming    | 46' |
| 13          | Centrocampista | Simi Awujo        |     |
| 16          | Centrocampista | Gabrielle Carle   | 67' |
| 19          | Delantero      | Adriana Leon      | 46' |
| 9           | Delantero      | Jordyn Huitema    | 67' |
| 21          | Delantero      | Clarissa Larisey  | 56' |
| Entrenadora | Entrenadora    | Bev Priestman     |     |

| 23         | Guardameta     | Daniela Solera      |     |
| 2          | Defensa        | Gabriela Guillén    |     |
| 5          | Defensa        | Valeria del Campo   |     |
| 4          | Defensa        | Mariana Benavides   | 79' |
| 8          | Defensa        | Daniela Cruz        | 28' |
| 13         | Centrocampista | Emilie Valenciano   |     |
| 10         | Centrocampista | Gloriana Villalobos | 63' |
| 11         | Centrocampista | Raquel Rodríguez    |     |
| 6          | Centrocampista | Emily Flores        |     |
| 19         | Centrocampista | Alexandra Pinell    | 63' |
| 9          | Delantero      | María Paula Salas   | 63' |
| Entrenador | Entrenador     | Benito Rubido       |     |

| 7  | Centrocampista | Julia Grosso      | 46' |
| 23 | Centrocampista | Olivia Smith      | 46' |
| 11 | Delantero      | Évelyne Viens     | 56' |
| 2  | Defensa        | Bianca St-Georges | 67' |
| 6  | Centrocampista | Deanne Rose       | 67' |

| 12 | Defensa        | Maria Elizondo      | 28' |
| 21 | Centrocampista | Sheika Scott        | 63' |
| 17 | Centrocampista | Alexa Herrera       | 63' |
| 14 | Centrocampista | Priscila Chinchilla | 63' |
| 20 | Defensa        | Fabiola Villalobos  | 79' |

| Anotado | 11' | Jordyn Huitema   | 1:0 |
| Anotado | 27' | Shelina Zadorsky | 2:0 |
| Anotado | 57' | Shelina Zadorsky | 3:0 |

| Amonestado | 54' | Emilie Valenciano |

| Árbitra             | Tori Penso         |
| Árbitras asistentes | Brooke Mayo        |
| Árbitras asistentes | Kathryn Nesbitt    |
| Cuarta árbitra      | Crystal Sobers     |
| VAR                 | Ekaterina Koroleva |
| Adicional VAR       | Amairany Garcia    |

| Estadísticas      | Bandera de Canadá | Bandera de Costa Rica |
| Tiros             | 12                | 1                     |
| Tiros a puerta    | 4                 | 1                     |
| Faltas            | 15                | 12                    |
| Saques de esquina | 7                 | 4                     |
| Penaltis          | 0                 | 0                     |
| Fueras de juego   | 1                 | 1                     |
| Posesión de balón | 67%               | 33%                   |

### Cuartos de final

#### Canadá vs. Costa Rica
| 2 de marzo de 2024, 16:00 | Canadá     | 1:0 (0:0, 0:0) (t. s.) | Costa Rica | BMO Stadium, Los Ángeles                                                      |                                                                               |
|                           | Viens 104' | Concacaf Reporte       |            | Asistencia: 2 053 espectadores Árbitra: Odette Hamilton VAR: Daneon Parchment | Asistencia: 2 053 espectadores Árbitra: Odette Hamilton VAR: Daneon Parchment |

| 1           | Guardameta     | Kailen Sheridan   |      |
| 12          | Defensa        | Jade Rose         |      |
| 14          | Defensa        | Vanessa Gilles    |      |
| 3           | Defensa        | Kadeisha Buchanan |      |
| 10          | Centrocampista | Ashley Lawrence   |      |
| 17          | Centrocampista | Jessie Fleming    |      |
| 5           | Centrocampista | Quinn             | 64'  |
| 16          | Centrocampista | Gabrielle Carle   | 100' |
| 19          | Delantero      | Adriana Leon      | 106' |
| 20          | Delantero      | Cloé Lacasse      | 76'  |
| 9           | Delantero      | Jordyn Huitema    | 46'  |
| Entrenadora | Entrenadora    | Bev Priestman     |      |

| 23         | Guardameta     | Daniela Solera      |      |
| 2          | Defensa        | Gabriela Guillén    |      |
| 20         | Defensa        | Fabiola Villalobos  |      |
| 5          | Defensa        | Valeria del Campo   |      |
| 12         | Defensa        | Maria Elizondo      |      |
| 10         | Centrocampista | Gloriana Villalobos | 77'  |
| 13         | Centrocampista | Emilie Valenciano   | 102' |
| 11         | Centrocampista | Raquel Rodríguez    |      |
| 6          | Centrocampista | Emily Flores        | 67'  |
| 14         | Centrocampista | Priscila Chinchilla |      |
| 9          | Delantero      | María Paula Salas   | 84'  |
| Entrenador | Entrenador     | Benito Rubido       |      |

| 6  | Centrocampista | Deanne Rose      | 46'  |
| 13 | Centrocampista | Simi Awujo       | 64'  |
| 11 | Delantero      | Évelyne Viens    | 76'  |
| 7  | Centrocampista | Julia Grosso     | 100' |
| 4  | Defensa        | Shelina Zadorsky | 106' |

| 17 | Centrocampista | Alexa Herrera 67'      |     |
| 22 | Centrocampista | Mariela Campos 77'     | 84' |
| 19 | Centrocampista | Alexandra Pinell 84'   |     |
| 21 | Centrocampista | Sheika Scott           | 84' |
| 4  | Defensa        | Mariana Benavides 102' |     |

| Anotado | 104' | Évelyne Viens | 1:0 |

| Amonestado | 79' | Deanne Rose |

| Amonestado | 22' | Emily Flores   |
| Amonestado | 80' | Mariela Campos |

| Árbitra             | Odette Hamilton         |
| Árbitras asistentes | Stephanie-Dale Yee Sing |
| Árbitras asistentes | Carissa Douglas         |
| Cuarta árbitra      | Crystal Sobers          |
| VAR                 | Daneon Parchment        |
| Adicional VAR       | Francia González        |

| 1           | Guardameta     | Kailen Sheridan   |      |
| 12          | Defensa        | Jade Rose         |      |
| 14          | Defensa        | Vanessa Gilles    |      |
| 3           | Defensa        | Kadeisha Buchanan |      |
| 10          | Centrocampista | Ashley Lawrence   |      |
| 17          | Centrocampista | Jessie Fleming    |      |
| 5           | Centrocampista | Quinn             | 64'  |
| 16          | Centrocampista | Gabrielle Carle   | 100' |
| 19          | Delantero      | Adriana Leon      | 106' |
| 20          | Delantero      | Cloé Lacasse      | 76'  |
| 9           | Delantero      | Jordyn Huitema    | 46'  |
| Entrenadora | Entrenadora    | Bev Priestman     |      |

| 23         | Guardameta     | Daniela Solera      |      |
| 2          | Defensa        | Gabriela Guillén    |      |
| 20         | Defensa        | Fabiola Villalobos  |      |
| 5          | Defensa        | Valeria del Campo   |      |
| 12         | Defensa        | Maria Elizondo      |      |
| 10         | Centrocampista | Gloriana Villalobos | 77'  |
| 13         | Centrocampista | Emilie Valenciano   | 102' |
| 11         | Centrocampista | Raquel Rodríguez    |      |
| 6          | Centrocampista | Emily Flores        | 67'  |
| 14         | Centrocampista | Priscila Chinchilla |      |
| 9          | Delantero      | María Paula Salas   | 84'  |
| Entrenador | Entrenador     | Benito Rubido       |      |

| 6  | Centrocampista | Deanne Rose      | 46'  |
| 13 | Centrocampista | Simi Awujo       | 64'  |
| 11 | Delantero      | Évelyne Viens    | 76'  |
| 7  | Centrocampista | Julia Grosso     | 100' |
| 4  | Defensa        | Shelina Zadorsky | 106' |

| 17 | Centrocampista | Alexa Herrera 67'      |     |
| 22 | Centrocampista | Mariela Campos 77'     | 84' |
| 19 | Centrocampista | Alexandra Pinell 84'   |     |
| 21 | Centrocampista | Sheika Scott           | 84' |
| 4  | Defensa        | Mariana Benavides 102' |     |

| Anotado | 104' | Évelyne Viens | 1:0 |

| Amonestado | 79' | Deanne Rose |

| Amonestado | 22' | Emily Flores   |
| Amonestado | 80' | Mariela Campos |

| Árbitra             | Odette Hamilton         |
| Árbitras asistentes | Stephanie-Dale Yee Sing |
| Árbitras asistentes | Carissa Douglas         |
| Cuarta árbitra      | Crystal Sobers          |
| VAR                 | Daneon Parchment        |
| Adicional VAR       | Francia González        |

| Estadísticas      | Bandera de Canadá | Bandera de Costa Rica |
| Tiros             | 39                | 5                     |
| Tiros a puerta    | 10                | 1                     |
| Faltas            | 24                | 13                    |
| Saques de esquina | 13                | 1                     |
| Penaltis          | 0                 | 0                     |
| Fueras de juego   | 0                 | 0                     |
| Posesión de balón | 62%               | 38%                   |

### Semifinales

#### Canadá vs. Estados Unidos
| 6 de marzo de 2024, 19:15 | Canadá                           | 2:2 (1:1, 0:1) (t. s.)(1:3 p.) | Estados Unidos                  | Snapdragon Stadium, San Diego                                               |                                                                             |
|                           | Huitema 82' · Leon 120+7' (pen.) | Concacaf Reporte               | Shaw 20' · Smith 99'            | Asistencia: 15 245 espectadores Árbitra: Katia García VAR: Daneon Parchment | Asistencia: 15 245 espectadores Árbitra: Katia García VAR: Daneon Parchment |
|                           |                                  | Tiros desde el punto penal     |                                 |                                                                             |                                                                             |
|                           | Leon · Huitema · Quinn · Fleming |                                | Smith · Albert · Naeher · Horan |                                                                             |                                                                             |

| 1           | Guardameta     | Kailen Sheridan   |      |
| 12          | Defensa        | Jade Rose         |      |
| 14          | Defensa        | Vanessa Gilles    | 121' |
| 3           | Defensa        | Kadeisha Buchanan | 91'  |
| 10          | Centrocampista | Ashley Lawrence   |      |
| 13          | Centrocampista | Simi Awujo        | 56'  |
| 17          | Centrocampista | Jessie Fleming    |      |
| 16          | Centrocampista | Gabrielle Carle   | 106' |
| 6           | Delantero      | Deanne Rose       | 68'  |
| 19          | Delantero      | Adriana Leon      |      |
| 20          | Delantero      | Cloé Lacasse      | 68'  |
| Entrenadora | Entrenadora    | Bev Priestman     |      |

| 1           | Guardameta     | Alyssa Naeher     |     |
| 23          | Defensa        | Emily Fox         |     |
| 4           | Defensa        | Naomi Girma       |     |
| 12          | Defensa        | Tierna Davidson   |     |
| 3           | Defensa        | Jenna Nighswonger | 46' |
| 10          | Centrocampista | Lindsey Horan     |     |
| 17          | Centrocampista | Sam Coffey        | 85' |
| 15          | Centrocampista | Korbin Albert     |     |
| 22          | Delantero      | Trinity Rodman    | 64' |
| 7           | Delantero      | Alex Morgan       | 72' |
| 8           | Delantero      | Jaedyn Shaw       | 46' |
| Entrenadora | Entrenadora    | Twila Kilgore     |     |

| 9  | Delantero      | Jordyn Huitema   | 56'  |
| 5  | Centrocampista | Quinn            | 68'  |
| 11 | Delantero      | Évelyne Viens    | 68'  |
| 23 | Centrocampista | Olivia Smith     | 91'  |
| 21 | Delantero      | Clarissa Larisey | 106' |
| 4  | Defensa        | Shelina Zadorsky | 121' |

| 6  | Delantero      | Lynn Williams | 46' |
| 20 | Defensa        | Casey Krueger | 46' |
| 11 | Delantero      | Sophia Smith  | 64' |
| 16 | Centrocampista | Rose Lavelle  | 72' |
| 14 | Centrocampista | Emily Sonnett | 85' |

| Anotado         | 82'    | Jordyn Huitema | 1:1 |
| Anotado · Penal | 120+7' | Adriana Leon   | 2:2 |

| Anotado | 20' | Jaedyn Shaw  | 0:1 |
| Anotado | 99' | Sophia Smith | 1:2 |

|                |                          | 0:1 | Acierto de penal          | Sophia Smith  |
| Adriana Leon   | Fallo de penal (atajado) | 0:1 |                           |               |
|                |                          | 0:1 | Fallo de penal (desviado) | Korbin Albert |
| Jordyn Huitema | Fallo de penal (atajado) | 0:1 |                           |               |
|                |                          | 0:2 | Acierto de penal          | Alyssa Naeher |
| Quinn          | Acierto de penal         | 1:2 |                           |               |
|                |                          | 1:3 | Acierto de penal          | Lindsey Horan |
| Jessie Fleming | Fallo de penal (atajado) | 1:3 |                           |               |

| Amonestado | 90+2' | Adriana Leon |  |

| Amonestado | 120+5' | Alyssa Naeher |  |

| Árbitra             | Katia García     |
| Árbitras asistentes | Endenia Caudillo |
| Árbitras asistentes | Karen Díaz       |
| Cuarta árbitra      | Karen Hernández  |
| VAR                 | Daneon Parchment |
| Adicional VAR       | Tatiana Guzmán   |

| 1           | Guardameta     | Kailen Sheridan   |      |
| 12          | Defensa        | Jade Rose         |      |
| 14          | Defensa        | Vanessa Gilles    | 121' |
| 3           | Defensa        | Kadeisha Buchanan | 91'  |
| 10          | Centrocampista | Ashley Lawrence   |      |
| 13          | Centrocampista | Simi Awujo        | 56'  |
| 17          | Centrocampista | Jessie Fleming    |      |
| 16          | Centrocampista | Gabrielle Carle   | 106' |
| 6           | Delantero      | Deanne Rose       | 68'  |
| 19          | Delantero      | Adriana Leon      |      |
| 20          | Delantero      | Cloé Lacasse      | 68'  |
| Entrenadora | Entrenadora    | Bev Priestman     |      |

| 1           | Guardameta     | Alyssa Naeher     |     |
| 23          | Defensa        | Emily Fox         |     |
| 4           | Defensa        | Naomi Girma       |     |
| 12          | Defensa        | Tierna Davidson   |     |
| 3           | Defensa        | Jenna Nighswonger | 46' |
| 10          | Centrocampista | Lindsey Horan     |     |
| 17          | Centrocampista | Sam Coffey        | 85' |
| 15          | Centrocampista | Korbin Albert     |     |
| 22          | Delantero      | Trinity Rodman    | 64' |
| 7           | Delantero      | Alex Morgan       | 72' |
| 8           | Delantero      | Jaedyn Shaw       | 46' |
| Entrenadora | Entrenadora    | Twila Kilgore     |     |

| 9  | Delantero      | Jordyn Huitema   | 56'  |
| 5  | Centrocampista | Quinn            | 68'  |
| 11 | Delantero      | Évelyne Viens    | 68'  |
| 23 | Centrocampista | Olivia Smith     | 91'  |
| 21 | Delantero      | Clarissa Larisey | 106' |
| 4  | Defensa        | Shelina Zadorsky | 121' |

| 6  | Delantero      | Lynn Williams | 46' |
| 20 | Defensa        | Casey Krueger | 46' |
| 11 | Delantero      | Sophia Smith  | 64' |
| 16 | Centrocampista | Rose Lavelle  | 72' |
| 14 | Centrocampista | Emily Sonnett | 85' |

| Anotado         | 82'    | Jordyn Huitema | 1:1 |
| Anotado · Penal | 120+7' | Adriana Leon   | 2:2 |

| Anotado | 20' | Jaedyn Shaw  | 0:1 |
| Anotado | 99' | Sophia Smith | 1:2 |

|                |                          | 0:1 | Acierto de penal          | Sophia Smith  |
| Adriana Leon   | Fallo de penal (atajado) | 0:1 |                           |               |
|                |                          | 0:1 | Fallo de penal (desviado) | Korbin Albert |
| Jordyn Huitema | Fallo de penal (atajado) | 0:1 |                           |               |
|                |                          | 0:2 | Acierto de penal          | Alyssa Naeher |
| Quinn          | Acierto de penal         | 1:2 |                           |               |
|                |                          | 1:3 | Acierto de penal          | Lindsey Horan |
| Jessie Fleming | Fallo de penal (atajado) | 1:3 |                           |               |

| Amonestado | 90+2' | Adriana Leon |  |

| Amonestado | 120+5' | Alyssa Naeher |  |

| Árbitra             | Katia García     |
| Árbitras asistentes | Endenia Caudillo |
| Árbitras asistentes | Karen Díaz       |
| Cuarta árbitra      | Karen Hernández  |
| VAR                 | Daneon Parchment |
| Adicional VAR       | Tatiana Guzmán   |

| Estadísticas      | Bandera de Canadá | Bandera de Estados Unidos |
| Tiros             | 6                 | 9                         |
| Tiros a puerta    | 4                 | 4                         |
| Faltas            | 15                | 12                        |
| Saques de esquina | 4                 | 6                         |
| Penaltis          | 1                 | 0                         |
| Fueras de juego   | 3                 | 1                         |
| Posesión de balón | 54%               | 46%                       |